# Chariton County
Chariton County är ett administrativt område i delstaten Missouri, USA, med 7 831 invånare. Den administrativa huvudorten (county seat) är Keytesville. 

## Geografi
Enligt United States Census Bureau har countyt en total area på 1 990 km². 1 958 km² av den arean är land och 32 km² är vatten. 

### Angränsande countyn
- Linn County - nord
- Macon County - nordost
- Randolph County - öst
- Howard County - sydost
- Saline County - sydväst
- Carroll County - väst
- Livingston County - nordväst

### Städer och samhällen
- Brunswick
- Keytesville (huvudort)
- Glasgow (delvis i Howard County)
- Marceline (delvis i Linn County)
- Mendon
- Salisbury
- Sumner
- Triplett